# Dagmar Grenz
Dagmar Grenz (* 8. März 1943; † 10. Oktober 2024) war eine deutsche Germanistin und Fachdidaktikerin.

## Leben
Nach dem 1. und 2. Staatsexamen für das Lehramt an Gymnasien, der Promotion zum Dr. phil. 1973 in Köln mit der Dissertation Weltbezug und Wirklichkeitsdarstellung in Robert Walsers Romanen Geschwister Tanner, Der Gehülfe und Jakob von Gunten in Germanistik/Neuere Deutsche Literatur mit den Nebenfächern Anglistik, Philosophie und Pädagogik und der Habilitation 1980 an der Universität zu Köln in deutscher Literatur und ihrer Didaktik war sie von 1994 bis 2008 Professorin (C3) für Didaktik der deutschen Sprache und Literatur in Hamburg.
Ihre Forschungsschwerpunkte waren der Adoleszenzroman, Geschichte, Holocaust und Nationalsozialismus, kindliche Rezeptionsprozesse und literarisches Lernen, Szenische Interpretation als Methode des Literaturunterrichts sowie Theorie und Didaktik der Kinder- und Jugendliteratur, insbesondere der Mädchenliteratur.
Grenz starb 2024 im Alter von 81 Jahren und wurde in der Familiengrabstätte auf dem Kölner Südfriedhof beigesetzt.

## Schriften (Auswahl)
- Die Romane Robert Walsers. Weltbezug und Wirklichkeitsdarstellung. München 1974, ISBN 3-7705-0824-6.
- Mädchenliteratur. Von den moralisch-belehrenden Schriften im 18. Jahrhundert bis zur Herausbildung der Backfischliteratur im 19. Jahrhundert. Stuttgart 1981, ISBN 3-476-00486-4.
- Hg.: Kinderliteratur – Literatur auch für Erwachsene? Zum Verhältnis von Kinderliteratur und Erwachsenenliteratur. München 1990, ISBN 3-7705-2659-7.
- Hg.: Kinder- und Jugendliteratur. Theorie, Geschichte, Didaktik. Baltmannsweiler 2010, ISBN 3-8340-0739-0.